# Хампель, Адольф
Адо́льф Ха́мпель (нем. Adolf Hampel; 7 сентября 1933 года, нем. Klein Herrlitz / Мале Геральтице деревня в районе Опавы, Чехия — 12 июня 2022) — немецкий профессор богословия, специалист по истории католической церкви и нравственному богословию, меценат. Профессор университета имени Юстуса Либиха в Гисене.

## Биография

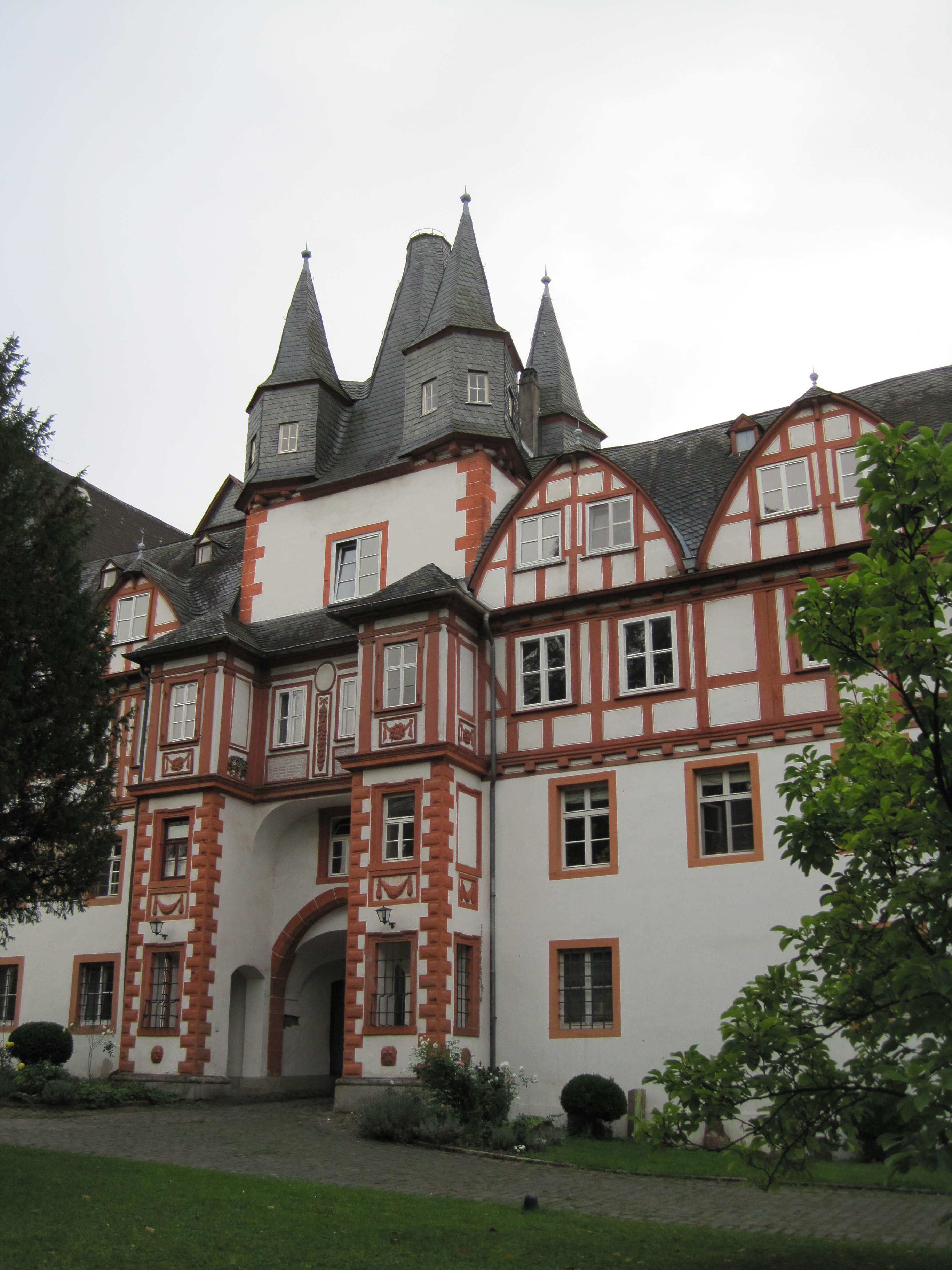
Дом священника, расположенный в здании ворот Хунгенского замка, куда переехала семья Хампелей

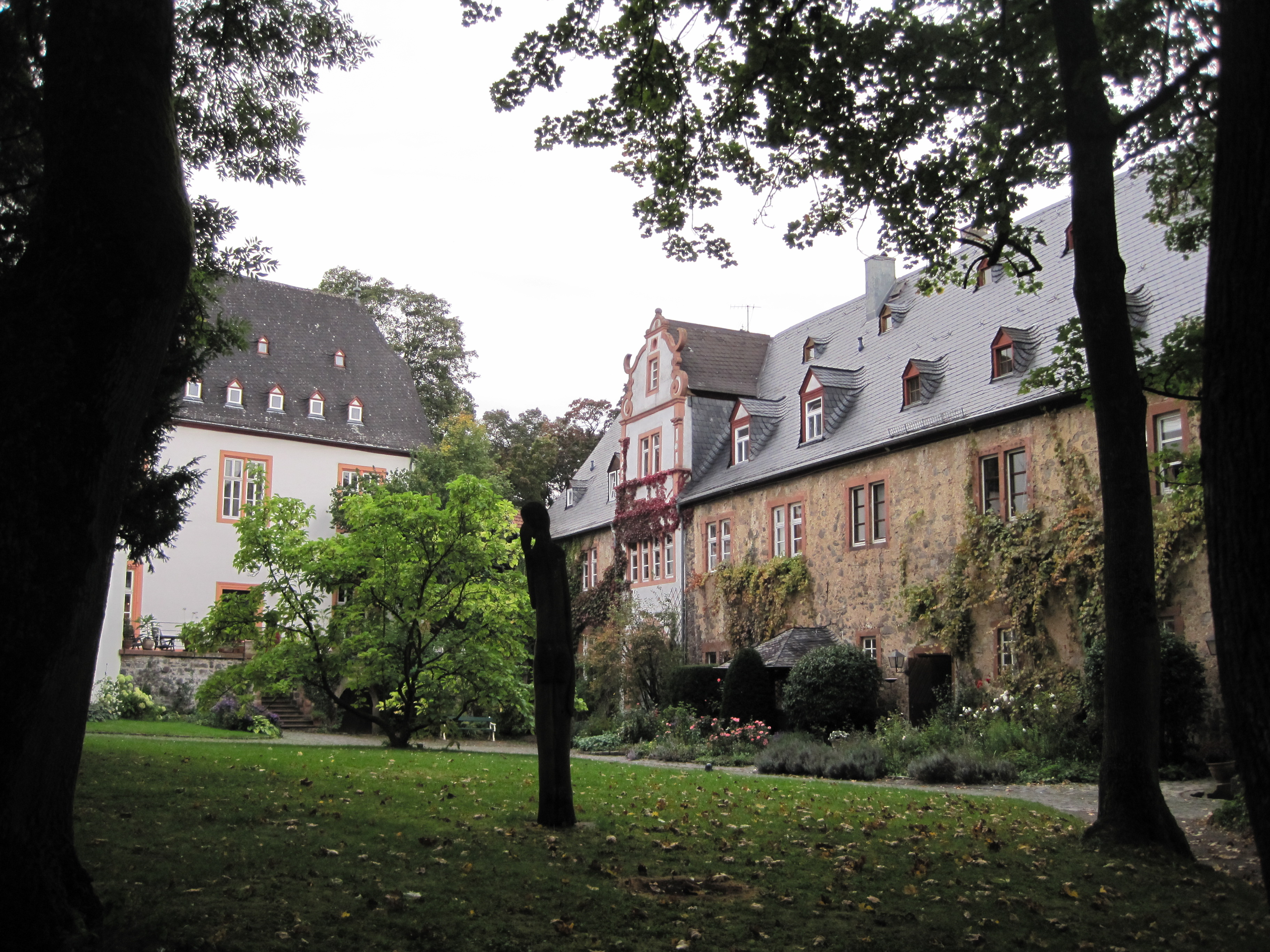
Сад на территории Хунгенского замка

Родился в семье судетских немцев, был младший из восьми детей. В 1946 году, после Второй мировой войны, в соответствии с декретами Бенеша, поддержанными СССР и странами коалиции, этнические немцы из Чехословакии были изгнаны. Депортация сопровождалась многочисленными убийствами и издевательствами над мирным населением.
Сначала Адольф обучался в средней школе в городе Пассау (Нижняя Бавария). С 1953 по 1958 год — в богословском колледже для изгнанных в Кёнигштайне-им-Таунус и в папской римской коллегии Руссикум в Ватикане — иезуитском колледже для русскоговорящих священников восточного обряда.
В 1958 году был рукоположён в священники по византийскому обряду.
В 1962 году в Риме Адольф Хампель защитил докторскую диссертацию и получил предложение работать в философско-богословском колледже Кёнигштайна.
В 1969 году стал профессором истории католической церкви и нравственному богословию в университете имени Юстуса Либиха в Гисене.
Сан римско-католического священника не позволяет жениться. Хампель обратился к Папе с просьбой освободить освободить его от обязанностей и прав священнослужителя, освободить от обета безбрачия. Просьба была удовлетворена, и Адольф женился на своей девушке Ренате.
В 1977 году вместе с немецким педагогом Эрихом Даузенротом Адольф Хампель основал Немецкое общество корчаков — последователей Януша Корчака.
В 1996 году президент Хорватии Франьо Туджман наградил Адольфа Хампеля орденом Хорватского плетения «за особый вклад в развитие и репутацию Республики Хорватия и благополучие её граждан».
В 2000 году Адольф Хампель стал кавалером ордена «За заслуги перед Федеративной Республикой Германия», а в 2011 году был одним из немногих немцев, приглашённых на похороны президента Чехии Вацлава Гавела.
Скончался 12 июня 2022 года.

## Восстановление Хунгенского замка
В 1973 году семья Хампелей переехала в дом священника, расположенный в здании ворот Хунгенского замка. Встреча Хампеля с тогдашним владельцем замка графом Гансом Георгом фон Опперсдорфом натолкнула его на мысль о восстановлении всего Хунгенского замка.
Во время Второй мировой войны дворец использовался национал-социалистами как пункт сбора еврейских культурных ценностей, украденных в Западной Европе, особенно библиотек. После войны комплекс использовался как дом престарелых и дом турецких гастарбайтеров.
В 1974 году Ганс Георг фон Опперсдорф подарил полуразрушенный замок сообществу владельцев, которые сорок лет реставрировали здание. В 2014 году в День открытых памятников замок был снова представлен публике.
В июле 2021 года Адольф Хампель получил почётное гражданство города Хунген.

## Возвращение ватиканского списка Казанской иконы Богоматери
В начале 2000-х годов доктор Хампель оказал существенную помощь в возвращении в Казань одной из самых чтимых икон Русской православной церкви — ватиканского списка Казанской иконы Богоматери, хранившегося в папских покоях.
В 1950 году список Казанской иконы Богоматери, вывезенный из России после 1917 году, приобрёл для своей коллекции английский археолог Фредерик Митчелл-Хеджес.
В 1970 году после нескольких безуспешных попыток вернуть икону русские католики через американскую католическую организацию «Всемирное апостольство Фатимы» выкупили её и передали в португальский город Фатиму в грекокатолическую Успенскую церковь, принадлежащую русскому апостолату. После покушения на жизнь папы Римского португальские католики вручили её как своего рода оберег, тем более что папа считал — пулю отвела от него рука самой Божией Матери… С марта 1993 года икона находилась в личных покоях папы Иоанна Павла II, где её и увидел доктор Хампель, семь лет проработавший в Ватикане.
Иоанн Павел II последний раз помолился перед ней 25 августа 2004 года, а через день с ней прощалось пять тысяч верующих католиков. 28 августа в Успенском соборе Московского Кремля состоялась торжественная передача Русской православной церкви Ватиканского списка Казанской иконы Божьей Матери.
По мнению Адольфа Хампеля, «нет принципиального значения, подлинник в Ватикане или список — в любом случае возвращение иконы может стать символом духовного возрождения, и не только для России. Потому что Ватиканская икона — намоленная, а потому при любой оценке учёных результат будет один: икона все равно привнесёт в жизнь России и Татарстана мир и спокойствие, оградит от бед и напастей».
Московский патриархат считает существенным вклад доктора Хампеля в передачу Русской православной церкви списка Казанской иконы Богоматери. Кроме того, профессор являлся консультантом совместного татарстано-германского документального фильма об этой святыне.
В 2010 году в Риме доктор Хампель был награждён медалью «В память 1000-летия Казани».

## Установка органа в костёле Бреста
В 2003 году Адольф Хампель и его семья подарили брестскому костёлу, где хранится одна из наиболее почитаемых католических икон Белоруссии — икона Богоматери Брестской, орган. При этом была оплачена достаточно трудная транспортировка самого органа, а также труд германских и местных мастеров, установивших драгоценный инструмент. Произошло это событие при посредничестве брестского музыкального общества, которое организует в стенах костёла Воздвижения Святого Креста концерты органной музыки.

## Научная и общественная деятельность
Доктор Хампель является автором ряда книг и научных статей по межэтнической проблематике, а также переводов с русского, итальянского и хорватского языков. В течение многих лет участвовал в организации гуманитарной помощи в Хорватии, Боснии и Герцеговине, а также являлся добровольным сотрудником Фонда Конрада Аденауэра. Неоднократно посещая бывшие республики СССР, оказывал реальную помощь в «тяжёлое для наших людей время». В 1992 году принимал участие во Всемирном конгрессе татар первого созыва (Казань). Отмечается, что Адольф Хампель: 
всегда был в "горячих точках"..., будь то Грузия, Молдавия, Азербайджан, Литва, Украина или Балканы. Он всегда использовал свои контакты, чтобы добиться положительных изменений, и всегда проявлял себя как человек действия.
 Занимая серьёзное место в академической среде, неоднократно выступал в роли консультанта высокопоставленных представителей властных структур — «от канцлера ФРГ Гельмута Коля до папы римского Иоанна Павла II».

### На русском языке
В 2012 году в свет вышла книга воспоминаний Адольфа Хампеля под названием «Мой долгий путь в Москву». В 2017 году в издательстве «Перо» вышел перевод книги на русский язык, выполненный Ириной Потапенко.
- Адольф Хампель. Мой долгий путь в Москву. Воспоминания / пер. с нем. И. Потапенко. — М. : Перо, 2017. — 186 с. — 100 экз. — ISBN 978-5-906933-76-8.

### На немецком языке
- (нем.) Adolf Hampel. Glasnost und Perestroika — eine Herausforderung für die Kirchen :  [нем.]. — 1. Aufl. — Frankfurt am Main : J. Knecht, 1989. — 208 с. — ISBN 3782005929.
- (нем.) Adolf Hampel. Kirche in der Sowjetunion :  [нем.]. — Köln : Köln Bachem, 1989. — (Kirche und Gesellschaft, Nr. 165). — ISBN 9783761610084.
- (нем.) Adolf Hampel. Zeitgenössische Erzählungen aus der Sowjetunion :  [нем.]. — Frankfurt am Main : J. Knecht, 1990. — 120 с. — ISBN 9783782006163.
- (нем.) Adolf Hampel. Die Heimkehr der  „Muttergottes von Kazan“. Die Odyssee der berühmtesten Ikone und Beschützerin Russlands wurde nach  fast 85 Jahren jetzt beendet :  [нем.] // Justus-Liebig-Universität Gießen. — 2005. — Т. 22, № 1/2. — С. 90—92.

## Награды
Адольф Хампель награждён в 1996 году орденом Хорватского плетения — «за особый вклад в развитие и репутацию Республики Хорватия и благополучие её граждан», является кавалером ордена «За заслуги перед Федеративной Республикой Германия», а также награждён в 2010 году медалью «В память 1000-летия Казани».